# Antúlio Madureira
Antúlio Madureira (Natal - Rio Grande do Norte, 03 de Agosto de 1957) é um músico, compositor e artesão. 

## Biografia
Aos sete anos, mudou-se para a cidade do Recife, onde desenvolveu toda a sua formação musical e carreira artística. Suas primeiras experiências musicais deram-se sob a orientação do maestro André Madureira, seu irmão, através do qual começou a atuar como passista de frevo no Balé Popular do Recife. Posteriormente, foi diretor musical desse grupo até seguir sua carreira solo com a gravação de vários CDs. Formou-se pelo Conservatório Pernambucano, pela Escola de Belas Artes e Licenciatura em Música e pela Universidade Federal de Pernambuco
Outro trabalho desenvolvido por Antúlio Madureira é a criação de instrumentos musicais a partir de conceitos obtidos em suas pesquisas com instrumentos populares do nordeste do Brasil.